# کول‌هون اف‌کا۵۲
کول‌هون اف‌کا۵۲ (به انگلیسی: Koolhoven_F.K.52) یک هواگرد ملخ‌پیشین تک‌موتوره از نوع شناسایی-fighter ساخت شرکت Koolhoven است. هواگرد کول‌هون اف‌کا۵۲ نخستین پروازش را در ۹ فوریه ۱۹۳۷ میلادی انجام داد. این هواگرد در سال ۱۹۳۹ میلادی رسماً معرفی گردید و در سال‌های ۱۹۳۸–۱۹۴۰ تولید شده‌است. در مجموع، تعداد ۶ فروند از این هواگرد ساخته شده‌است.